# Vecciatica
Vecciatica è una frazione del comune di Monchio delle Corti situata sulla riva destra del torrente Cedra, sulle pendici del monte Fageto. Il paese si trova ad una altezza di circa 850 metri.
Definita anche come una delle numerose Corti di Monchio, è composta da casolari isolati e da un piccolo gruppo di case costruite intorno a villa San Martino, ora colonia estiva della parrocchia di Noceto ed in passato residenza della famiglia Vescovi (che diede a Monchio ben due sindaci: il podestà Vittorio Vescovi ed il figlio Dionigi detto Giovanni). 
L'ultimo nato a Villa San Martino è stato nel 1945 Bruno Vescovi, padre di Monica e Marco, oggi residente in liguria a Spotorno.
La popolazione è ora ridotta a pochissimi abitanti perché la maggior parte è emigrata nelle vicine città di Parma, La Spezia e Genova. Durante i mesi estivi molti rientrano e l'abitato, interessato dal fenomeno dello spopolamento come gran parte dell'alto Appennino tosco-emiliano, si rianima.
L'economia è basata quasi esclusivamente sulla raccolta e il taglio del legname.
Interessante è l'antica presenza di una chiesa parrocchiale, distrutta da una terribile frana probabilmente nel 1708; da questa frana nacque un piccolo laghetto, poi prosciugato nei primi anni Settanta senza, però, rinvenire resti del tempio.
Il territorio di Vecciatica fa ora parte della parrocchia di Lugagnano.